# Ma Chih-Yuan (cràter)
Ma Chih-Yuan és un cràter d'impacte en el planeta Mercuri de 197 km de diàmetre. Porta el nom de l'escriptor xinès Ma Zhiyuan (actiu 1251), i el seu nom va ser aprovat per la Unió Astronòmica Internacional el 1976.